# جون أمادو بانغورا
الكابتن جون أمادو بانغورا (8 مارس 1930–1971) هو ضابط عسكري سيراليوني،شغل منصب رئيس المجلس العسكري بقد انقلاب حدث في 1968،حيث أطاح بأندرو جوكسون سميث،وتولى رئاسة البلاد لمدة أربعة أيام فقط من 18 أبريل 1968 حتى 22 أبريل 1968.